# Nowy Ciechocinek
Nowy Ciechocinek – wieś w Polsce położona w województwie kujawsko-pomorskim, w powiecie aleksandrowskim, w gminie Aleksandrów Kujawski.
1 lipca 1924 część Nowego Ciechocinka włączono do miasta Ciechocinka. W latach 1954–1961 wieś należała i była siedzibą władz gromady Nowy Ciechocinek, po jej zniesieniu w gromadzie Wołuszewo do 1969 r., następnie w gromadzie Raciążek. W latach 1975–1998 miejscowość administracyjnie należała do województwa włocławskiego.
Wieś sołecka.

## Zabytki
Na terenie Nowego Ciechocinka znajdują się pozostałości osady Olędrów. Na miejscu dawnego kościoła znajduje się opuszczony cmentarz oraz fragmenty dzwonnicy.

## Infrastruktura
W dawnych zabudowaniach z pruskiego muru mieści się Ośrodek Sportów Konnych. W ośrodku organizowane są zielone szkoły i 1-dniowe wycieczki dla szkół i przedszkoli realizujące edukację przyrodniczą, ścieżki edukacyjne dotyczące koni i dawnych narzędzi rolniczych oraz zawody jeździeckie dla osób niepełnosprawnych. Ośrodek graniczy z poniemieckim zabytkowym cmentarzem. Wokół budynków znajdują się tereny rekreacyjne: mini zoo (konie, owce, kozy, kury, gęsi, pawie, krowa szkocka i osioł), drewniany plac zabaw, zadaszone miejsca na ogniska, trasa konnego kuligu i konnego tramwaju. 

## Komunikacja
W Nowym Ciechocinku droga krajowa 91 krzyżuje się z drogą wojewódzką 266 łączącą Aleksandrów Kujawski z Ciechocinkiem i na tym skrzyżowaniu znajduje się sygnalizacja świetlna.
Trasa 91 przecina się tutaj także z linią kolejową 245 Aleksandrów Kujawski – Ciechocinek.
W odległości 500 m od wsi w miejscowości Odolion znajduje się węzeł drogowy "Ciechocinek" na autostradzie A1 (E75).